# 尤比列伊内市镇
尤比列伊内市镇（俄语：Юбилейнинское муниципальное образование）是俄罗斯联邦伊尔库茨克州基廉斯克区所属的一个市镇。其下辖有个居民点，行政中心为尤比列伊内。据2016年统计，该市镇的人口为574人。